# Station Bieren-Rödinghausen
Station Bieren-Rödinghausen (Haltepunkt Bieren-Rödinghausen, ook wel Bahnhof Bieren) is een spoorwegstation in de Duitse plaats Bieren, in de deelstaat Noordrijn-Westfalen. Het station ligt aan de spoorlijn Bünde - Bassum. Het station telt één perronspoor. Op het station stoppen alleen treinen van de Eurobahn.

## Treinverbindingen
De volgende treinserie doet station Bieren-Rödinghausen aan:
| Serie | Treinsoort              | Route                                                                                | Bijzonderheden                           |
| ----- | ----------------------- | ------------------------------------------------------------------------------------ | ---------------------------------------- |
| RB 71 | Regionalbahn (eurobahn) | Bielefeld Hbf – Herford – Bünde (Westf) – Bieren-Rödinghausen – Rahden (Kr Lübbecke) | Ravensberger Bahn zondag 1x per twee uur |